# Wood Harris
Sherwin David „Wood” Harris (ur. 17 października 1969 w Chicago w Illinois) – amerykański aktor i producent filmowy. Wcielił się w postać narkotykowego króla Avona Barksdale’a w serialu kryminalnym HBO Prawo ulicy (The Wire, 2002-2008), handlarza kokainą Ace w dramacie sensacyjnym Płatne w całości (Paid in Full, 2002) i szkolnego piłkarza Juliusa Campbella w biograficznym dramacie sportowym Tytani (Remember the Titans, 2000). Grał także Jimiego Hendrixa w telewizyjnym filmie biograficznym Showtime Hendrix (2000) i Damona Crossa w serialu muzycznym FOX Imperium (Empire, 2018–2020). Występował na scenie off-Broadwayu w roli Sida w spektaklu Waiting for Lefty (1997) i na Broadwayu jako Harold Mitchell w przedstawieniu Tramwaj zwany pożądaniem (2012).

## Filmografia

### filmy fabularne
- 1994: Nad obręczą (Above the Rim) jako Motaw
- 1997: Lepiej być nie może (As Good as It Gets) jako kelner Cafe 24
- 1998: Celebrity jako Al Swayze
- 1998: Stan oblężenia (The Siege) jako oficer Henderson
- 2000: Tytani (Remember the Titans) jako Julius Campbell
- 2002: Płatne w całości (Paid in Full) jako Ace
- 2005: Brudne sprawy (Dirty) jako Brax
- 2009: Next Day Air jako Guch
- 2012: Dredd jako Kay
- 2012: Mężczyźni w natarciu (The Babymakers) jako Darrell
- 2015: Ant-Man jako Gale
- 2015: Creed: Narodziny legendy (Creed) jako Tony „Little Duke” Evers
- 2017: Blade Runner 2049 jako Nandez
- 2017: Jak dogryźć mafii (Once Upon a Time in Venice) jako książę
- 2018: Creed II jako Tony „Little Duke” Evers

### seriale TV
- 1996: Nowojorscy gliniarze (NYPD Blue) jako Hector
- 1997: Oz jako oficer Gordon Wood
- 1998: Oblicza Nowego Jorku (New York Undercover) jako Shadow
- 2002-2008: Prawo ulicy (The Wire) jako Avon Barksdale
- 2007: Wzór (Numb3rs) jako Murphy „Pony” Fuñez
- 2008: Dr House (House) jako Bowman
- 2010: Southland jako Trinney Day
- 2010: Hawaii Five-0 jako Russell Ellison
- 2014: Justified: Bez przebaczenia jako Jay
- 2018–2020: Imperium (Empire) jako Damon Cross